# Kroon's Polders
De Kroon's Polders op het westelijke gedeelte van het waddeneiland Vlieland zijn tussen 1920 en 1925 op initiatief van de duinwachter, later opzichter bij Rijkswaterstaat Jan Wouter Kroon (Vlieland 1874 - Zuidlaren 1957) ontstaan. Tussen 1898 en 1905 waren eerder op het westelijke gedeelte van Vlieland een aantal stuifdijken dicht tegen de reeds bestaande Meeuwenduinen aangelegd om de steeds smaller wordende duinenstrook groter te maken. Aan de zuidkant daarvan werden er de door Kroon bedachte stuifdijken aangelegd, die grote langwerpige stukken strand omsloten. De zo gevormde vier polders kregen de naam van de initiatiefnemer. Tot 1935 ging men nog door met aan de westkant kleinere zandvlakten met stuifdijken te beschermen.
De bedoeling van Kroon was er bruikbare landbouwgrond te creëren. De bodem was echter te zout en te nat. Met behulp van een windmolen werd de polder bemalen en heeft een boer vanuit het Posthuis enige tijd geprobeerd er vee te houden.
De luchtmacht heeft in de vierde polder ook een landingsbaan in gebruik gehad waar lichte propellervliegtuigen konden landen.
De vier kleine polders vormen een belangrijk gebied voor planten en vogels. Er broeden meer dan 60 vogelsoorten, onder andere eidereenden, lepelaars, kluten en aalscholvers.
Vanaf de jaren zestig worden de polders beheerd door Staatsbosbeheer. Sindsdien is het natuurgebied. De polders worden niet meer bemalen, en duikers en stuwen zijn verwijderd. 's-Winters staan grote delen onder water, 's-zomers liggen de polders grotendeels droog. In het brakke water van de Kroon's polders heeft zich een interessante vegetatie ontwikkeld. De noordelijk gelegen 1e en 2e polder hebben veel zoete kwel, terwijl de zuidelijker 3e en de 4e polder zouter zijn. In 1996 is een doorbraak in de zeedijk van de 3e polder gemaakt en een opening tussen de 3e en 4e polder, zodat zout water vanuit de Waddenzee, bij hoge vloed, deze twee polders kan instromen.